# Hrabia Elgin

## Informacje ogólne
- Dodatkowymi tytułami hrabiów Elgin są:
  - hrabia Kincardine
  - lord Bruce of Kinloss
  - lord Bruce of Torry
  - baron Elgin
- Najstarszy syn hrabiego Elgin nosi tytuł lorda Bruce
- Rodową siedzibą hrabiów Elgin jest Broomhall House, trzy mile na południowy zachód od Dunfermline

Lordowie Bruce of Kinloss 1. kreacji (parostwo Szkocji)
- 1608–1608: Edward Bruce, 1. lord Bruce of Kinloss
- 1608–1611: Edward Bruce, 2. lord Bruce of Kinloss
- 1611–1663: Thomas Bruce, 3. lord Bruce of Kinloss

Hrabiowie Elgin 1. kreacji (parostwo Szkocji)
- 1633–1663: Thomas Bruce, 1. hrabia Elgin
- 1663–1685: Robert Bruce, 2. hrabia Elgin i 1. hrabia Ailesbury
- 1685–1741: Thomas Bruce, 3. hrabia Elgin i 2. hrabia Ailesbury
- 1741–1747: Charles Bruce, 4. hrabia Elgin i 3. hrabia Ailesbury
- 1747–1771: Charles Bruce, 5. hrabia Elgin i 9. hrabia Kincardine
- 1771–1771: William Robert Bruce, 6. hrabia Elgin i 10. hrabia Kincardine
- 1771–1841: Thomas Bruce, 7. hrabia Elgin i 11. hrabia Kincardine
- 1841–1863: James Bruce, 8. hrabia Elgin i 12. hrabia Kincardine
- 1863–1917: Victor Alexander Bruce, 9. hrabia Elgin i 13. hrabia Kincardine
- 1917–1968: Edward James Bruce, 10. hrabia Elgin i 14. hrabia Kincardine
- 1968: Andrew Douglas Alexander Thomas Bruce, 11. hrabia Elgin i 15. hrabia Kincardine

Najstarszy syn 11. hrabiego Elgin: Charles Edward Bruce, lord Bruce
Najstarszy syn lorda Bruce: James Andrew Charles Robert Bruce, Master of Bruce